# Flughafen Chennai

i8
i11
i13

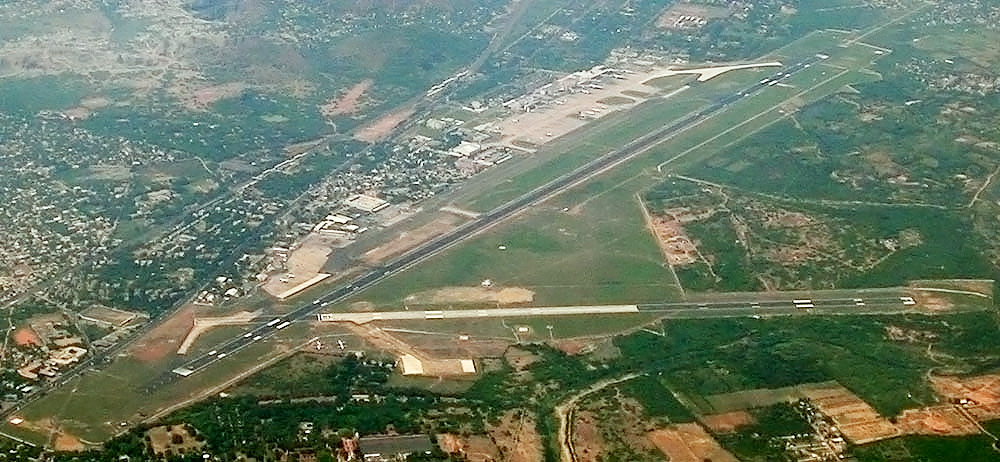
Chennai Airport

Der Flughafen Chennai (englisch Chennai International Airport) ist ein internationaler Flughafen in der Millionenstadt Chennai (ehemals Madras), der Hauptstadt des südostindischen Bundesstaates Tamil Nadu. Er ist der drittbedeutendste Flughafen des Landes nach Mumbai und Delhi.
Der Flughafen Chennai hat drei Terminals: Die Inlandsflüge werden am Kamaraj Terminal (benannt nach dem früheren Chief Minister Tamil Nadus K. Kamaraj) abgefertigt, die Flüge ins Ausland am Anna Terminal (benannt nach dem früheren Chief Minister Tamil Nadus C. N. Annadurai). Das alte Meenambakkam Terminal dient heute als Frachtterminal.

## Lage
Der Flughafen Chennai liegt am südwestlichen Stadtrand Chennais im Stadtteil Meenambakkam in rund 15 km (Fahrtstrecke) Entfernung vom Stadtzentrum. Chennai ist der einzige Flughafen Indiens, der über einen Metro- und einen Eisenbahnanschluss verfügt (Tirusulam station).

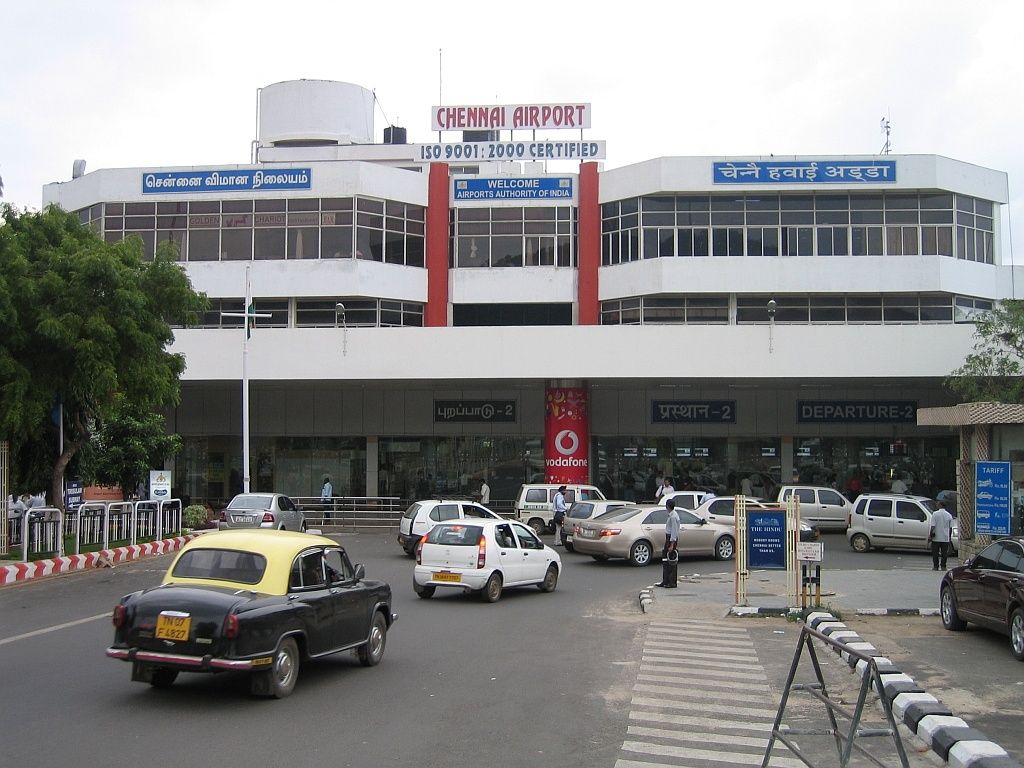
Terminal für Inlandsflüge

## Geschichte
In Madras existierte einer der ersten Flugplätze Indiens. Im Jahr 1915 begannen Postflüge von Karachi nach Madras. Im Jahr 1929 wurde der Madras Flying Club gegründet, doch setzte der regelmäßige Passagierverkehr erst nach dem Zweiten Weltkrieg ein. Im Jahr 1954 entstand ein erstes Terminal-Gebäude.

## Flugverbindungen
Von den beiden Passagier-Terminals des Flughafens Chennai aus werden – z. T. mehrmals täglich – zahlreiche nationale und internationale Ziele angeflogen; derzeit sind jedoch einige Flüge wegen heftiger Regenfälle oder der COVID-19-Pandemie ausgesetzt.

## Zwischenfälle
- Am 26. April 1979 explodierte im Anflug auf den Flughafen Madras (Indien) ein Sprengsatz in der vorderen Bordtoilette einer Boeing 737-200 der Indian Airlines (Luftfahrzeugkennzeichen VT-ECR), was zu einem kompletten Ausfall der Elektronik führte. Da deshalb auch die Landeklappen nicht ausgefahren werden konnten, das Antiblockiersystem und die Schubumkehr ausgefallen waren, überrollte die Maschine bei der Landung das Bahnende und brannte aus. Alle 67 Personen, sechs Besatzungsmitglieder und 61 Passagiere konnten sich aus der Maschine retten (siehe auch Flugunfall einer Boeing 737 der Indian Airlines 1979 auf dem Flughafen Madras).[4]

- Am 29. September 1986 kollidierte ein Airbus A300B4-203 der Indian Airlines (VT-ELV) beim Startlauf auf dem Flughafen Madras mit zwei großen Vögeln. Nachdem die Flugzeugnase bereits auf 5 bis 8 Grad hochgenommen worden war, brach der Kapitän den Start dennoch ab. Das Flugzeug konnte nicht mehr rechtzeitig abgebremst werden und überrollte das Startbahnende. Dabei wurde es irreparabel beschädigt. Alle 196 Insassen, elf Besatzungsmitglieder und 185 Passagiere, überlebten den Totalschaden. Bei der Maschine handelte es sich um die ehemalige D-AIAB der Lufthansa.[5]

- Am 5. März 1999 kam es auf einer Frachtmaschine des Typs Boeing 747-2B3F der Air France (F-GPAN) im Anflug auf den Flughafen Chennai (bis 1996 Madras) zu einer Warnung hinsichtlich des nicht ausgefahrenen Bugfahrwerks, die jedoch von der Flugbesatzung als Fehlwarnung eingeschätzt wurde. Das Flugzeug landete daraufhin mit nicht ausgefahrenem Bugfahrwerk. Während sich die fünfköpfige Besatzung retten konnte, brannte die Maschine anschließend vollständig aus, da die Flughafenfeuerwehr nicht in der Lage war, den Brand zu löschen.[6]

- Am 15. Juni 2007 brach an einer BAe ATP der indischen First Flight Couriers (VT-FFB) bei einer sehr harten Landung auf dem Flughafen Chennai das Bugfahrwerk zusammen. Das Flugzeug wurde irreparabel beschädigt. Beide Piloten, die einzigen Insassen auf dem Frachtflug, überlebten den Unfall.[7]